# Macrothemis musiva
Macrothemis musiva är en trollsländeart som beskrevs av Philip Powell Calvert 1898. Macrothemis musiva ingår i släktet Macrothemis och familjen segeltrollsländor. Inga underarter finns listade i Catalogue of Life.